# Oryzopsis racemosa
Oryzopsis racemosa är en gräsart som först beskrevs av James Edward Smith, och fick sitt nu gällande namn av Percy Leroy Ricker och Albert Spear Hitchcock. Oryzopsis racemosa ingår i släktet Oryzopsis och familjen gräs. Inga underarter finns listade i Catalogue of Life.